# Det kinesiska rummet
Det kinesiska rummet är ett tankeexperiment beskrivet av John Searle i artikeln Minds, Brains and Programs 1980 som ett argument mot tanken att en dator eller någon teknisk apparat kan göras medveten eller intelligent. Tankeexperimentet är också en kritik av Turingtestet som en definition av vad medvetande och intelligens egentligen är.
Instängd i ett rum finns en person som inte förstår ett ord kinesiska. Rummet har två luckor, en genom vilken personen kan ta emot meddelanden skrivna på kinesiska och en annan som används för att lämna ut sådana meddelanden. Till sin hjälp har personen i rummet en detaljerad instruktion och en uppsättning regler för hur ut-meddelandena ska utformas utgående från de meddelanden som fås genom in-luckan (ett "program"). Dessa instruktioner förutsätts vara så finurligt och intelligent utformade att det är möjligt för personer utanför rummet att skriva godtyckliga frågor på kinesiska och lämna in dem genom in-luckan och få svaren på frågorna tillbaka genom ut-luckan.
Searles argument är då att även om det kinesiska rummet eventuellt skulle kunna klara Turingtestet och uppfylla alla krav som där ställs på intelligens, så visar tankeexperimentet tydligt att det aldrig kan uppstå medvetande och intelligens bara genom att programmera en dator på ett finurligt sätt. 
Personen i rummet kommer aldrig att verkligen förstå kinesiska även om det utifrån ser ut så. Personen följer bara slaviskt de instruktionerna och har ingen verklig insikt och förståelse för det den utför.
Searle tar också i artikeln upp ett antal invändningar mot sina synpunkter och försöker bemöta dem. 
Den vanligaste invändningen är vad Searle kallar "The System Reply", nämligen att det är fel att diskutera om personen i rummet har en förståelse av problemen och frågeställningarna (på kinesiska). 
Istället är det hela systemet, rummet, personen och instruktionerna som sammantaget kan sägas ha en förståelse och insikt, vara intelligent. 
Searles respons på denna invändning är att ändra förutsättningarna så att personen i rummet "internaliserar" instruktionerna, det vill säga lär sig dem utantill och utför beräkningarna/symbolmanipuleringen i huvudet. 
Man kan även tänka sig att man tar bort rummet och personen får arbeta ute i det fria.
Searle anser att inte heller i detta fall kan man säga att personen verkligen förstår problemet han löser på det sätt som en person som verkligen kan kinesiska skulle göra.
Förespråkare för "The System Reply" anser, naturligtvis, att det i den nya situationen verkligen kan hävdas att personen nu kan kinesiska. Genom att lära sig instruktionerna utantill har han uppnått en förståelse och kunskap om kinesiska som inte kan skiljas från vanlig kunskap inhämtad på traditionellt vis.
Searle hävdar själv att han inte argumenterar för dualism, utan istället för en teori om medvetande som kretsar kring begreppet intentionalitet. Intentionalitet är något som kännetecknar mentala tillstånd och som uppkommer i neurala strukturer som den mänskliga hjärnan. Opponenter anser att det i praktiken är svårt att skilja på dualism och Searles teorier.